# Замок Кром
Замок Кром (англ. Crom Castle, ірл. Caisleán na Croime) — Кашлєн на Кройме — один із замків Ірландії, розташований в графстві Фермана, Північна Ірландія біля озера Лох-Ерн. Навколо замку є маєток Кром площею 1 900 акрів.

## Історія замку Кром
Нинішня споруда замку Кром побудована 1820 року. Вважають, що будівля відноситься до вікторіанського стилю, хоча замок було побудовано ще до початку правління королеви Вікторії, що зійшла на престол 1837 року. Замок був побудований для аристократичної родини Крайтон — для графа Ерн та його родини.
На території маєтку Кром є ще руїни більш давнього замку, який називають Старий Кром. Цей замок належав феодалам Бальфур, Кріхтони (Крайтони) придбали ці землі та замок Старий Кром у 1609 році — після завершення завоювання Ірландії Англією.
Титул графа Ерн з замку Кром вперше одержав Джон Крайтон — ІІ барон Ерн в 1789 році. Він був депутатом палати громад парламенту Ірландії від Ліффорда. У 1781 році він вже маж титул віконта Ерн. Після ліквідації парламенту Ірландії він був депутатом парламенту Великої Британії у 1800—1828 роках як представник Ірландії в палаті лордів. 
Титул барона Ерн отримав ще його батько — Авраам Крайтон у 1768 році. Після смерті Джона Крайтона титул ІІ графа Ерн отримав його старший син. Після його смерті титул графа Ерн успадкував його племінник, що став ІІІ графом Ерн. Він служив лорд-лейтенантом графства Фермана. IV граф Ерн був консервативним політиком, був в уряді Бенджаміна Дізраелі. V граф Ерн — онук IV графа Ерн входив до складу уряду Стенлі Болдуїна, а потім до складу уряду Чемберлена. Загинув під час Другої світової війни. VI граф Ерн — Гаррі Ерн, що з 1940 успадкував титул графа Ерн був лорд-намісником графства Фермана у 1986—2012 роках. Він помер у 2015 році і титул VII графа Ерн успадкував його син.
ІІІ граф Ерн ввійшов в історію як роботодавець Чарльза Бойкота, несправедливі дії якого щодо селян і подальші акції протесту зробили його прізвище символом однієї з форм протесту.
Нині замком Кром володіє родина Крайтон — графи Ерн. Садиба і маєток Кром управляються Національним трестом.
Маєток має багато пам'яток історії, що мають певну культурну, історичну та естетичну цінність: будинки, стайні, будинки яхт-клубу на озері Лох-Ерн, чайні будиночки, альтанки, церкву, будинок школи тощо. Замок частково здається а оренду: гості можуть використати західне крило замку для проведення весіль, або зупинитись у замку на кілька днів для романтичного відпочинку.
Нині замок Кром є пам'яткою історії та архітектури й охороняється законом. У замку знімалися фільми та телевізійні передачі, зокрема телефільм BBC «Блендінгс Вудхаус» був знятий саме тут.